# ورزشگاه ماراکانا
ورزشگاه ماراکانا در ریو دو ژانیرو، برزیل واقع است.
این ورزشگاه در سال ۱۹۵۰ به دست Waldir ramos (مدیر پروژه) تأسیس شد.

## تاریخچه
ورزشگاه ماراکانا در ۱۶ ژوئن ۱۹۵۰ میلادی در بازی دوستانهٔ تیم‌های ریو دو ژانیرو  و سائو پائولو به‌طور رسمی افتتاح شد. ۸ روز بعد ورزشگاه میزبان بازیهای جام جهانی ۱۹۵۰ برزیل بین تیم‌های برزیل و مکزیک بود که با نتیجه ۴ بر صفر به سود برزیل تمام شد. این ورزشگاه همچنین میزبان ۴ بازی دیگر در این دوره جام جهانی بود که یک بازی در دور اول مسابقات و سه بازی دیگر در دور دوم رقابت‌ها بود. علاوه بر این، ورزشگاه ماراکانا میزبان دیدار پایانی جام جهانی ۱۹۵۰ بین تیم‌های برزیل و اروگوئه بود که با نتیجه ۲ بر یک اروگوئه به پیروزی رسید و قهرمان جام جهانی ۱۹۵۰ لقب گرفت. پس از آن به‌طور عمده مورد استفاده باشگاه‌های بزرگ برای برگزاری مسابقات فوتبال قرار گرفته‌است. همچنین میزبان تعدادی از کنسرت‌ها و سایر رویدادهای ورزشی نیز بوده‌است.
ورزشگاه ماراکانا در سال ۱۹۶۶ به دنبال مرگ روزنامه‌نگار معروف برزیلی Mario-Fiho به این نام، نام‌گذاری شد ولی اکثر مردم این ورزشگاه را با همان نام ماراکانا (Maracanã) می‌شناسند.
ماراکانا تا سال ۱۹۹۰ میلادی تغییر چندانی نداشت تا اینکه در ۱۹ ژوئیه ۱۹۹۲ با مرگ سه تماشاچی و زخمی شدن ۵۰ تماشاچی جایگاه بالایی بسته شد و جایگاه‌های ایستاده ورزشگاه حذف شدند که بر اثر این حادثه ورزشگاه دستخوش تغییراتی شد.
در سال ۲۰۰۷ میلادی که برزیل میزبان جام جهانی ۲۰۱۴ شد، واضح بود که ورزشگاه ماراکانا به عنوان میزبان فینال جام جهانی به تغییرات اساسی و توسعه مجدد نیاز دارد.
توسعهٔ ساختمان ورزشگاه در سال ۲۰۱۰ آغاز شد. در این تغییرات ردیف پایین ورزشگاه بازسازی و سقف جدیدی برای ورزشگاه ساخته شد. در حال حاضر گنجایش آن ۱۱۰٬۸۹۸ تماشاچی است.
و بزرگترین ورزشگاه در برزیل و آمریکای جنوبی است. پس از نوسازی و ارتقاء گنجایش آن به حدود ۱۱۲۳۵۹ تماشاگر می‌رسد و برای بازی‌های جام جهانی ۲۰۱۴ و بازی المپیک ۲۰۱۶ آماده می‌شود. ورزشگاه ماراکانا در ۲ ژوئن ۲۰۱۳ در بازی دوستانه برزیل و انگلیس بار دیگر افتتاح شد.
ماراکانا ورزشگاه اصلی باشگاه‌های فلامینگو، واسکو دوگاما، فلومیننزه و بوتافوگو می‌باشد. میزبان المپیک ۲۰۱۶ نیز بوده‌است.
پله هزارمین گل خود را در ۱۹ نوامبر ۱۹۶۹ در این استادیوم به ثمر رساند. همچنین بزرگترین گلزن تاریخ این استادیوم زیکو با زدن ۳۳۳ گل در ۴۳۵ بازی میباشد.